# Eurocopa de fútbol sala de 2001
La Eurocopa de fútbol sala de 2001 se llevó a cabo en Rusia del 22 al 28 de febrero y contó con la participación de 8 selecciones nacionales provenientes de una fase eliminatoria.
España venció en la final a Ucrania para conseguir su segundo título continental.

## Participantes
| España          |
| Ucrania         |
| Polonia         |
| Croacia         |
| Rusia           |
| Italia          |
| Países Bajos    |
| República Checa |

## Fase de grupos

### Grupo A
| País    | J | G | E | P | GF | GC | Pts |
| ------- | - | - | - | - | -- | -- | --- |
| España  | 3 | 3 | 0 | 0 | 15 | 3  | 9   |
| Ucrania | 3 | 2 | 0 | 1 | 14 | 7  | 6   |
| Croacia | 3 | 1 | 0 | 2 | 2  | 9  | 3   |
| Polonia | 3 | 0 | 0 | 3 | 6  | 18 | 0   |

| Equipo 1 | Resultado | Equipo 2 |
| -------- | --------- | -------- |
| España   | 4-1       | Ucrania  |
| Polonia  | 1-2       | Croacia  |
| Croacia  | 0-5       | Ucrania  |
| España   | 8-2       | Polonia  |
| Croacia  | 0-3       | España   |
| Ucrania  | 8-3       | Polonia  |

### Grupo B
| País            | J | G | E | P | GF | GC | Pts |
| --------------- | - | - | - | - | -- | -- | --- |
| Italia          | 3 | 3 | 0 | 0 | 14 | 7  | 9   |
| Rusia           | 3 | 2 | 0 | 1 | 11 | 6  | 6   |
| República Checa | 3 | 0 | 1 | 2 | 9  | 13 | 1   |
| Países Bajos    | 3 | 0 | 1 | 2 | 3  | 11 | 1   |

| Equipo 1        | Resultado | Equipo 2        |
| --------------- | --------- | --------------- |
| Países Bajos    | 3-3       | República Checa |
| Rusia           | 3-4       | Italia          |
| Italia          | 6-4       | República Checa |
| Rusia           | 4-0       | Países Bajos    |
| República Checa | 2-4       | Rusia           |
| Países Bajos    | 0-4       | Italia          |

## Fase final
|  | Semifinales          | Semifinales          |   |                      | Final                | Final           |  |
|  | 11 de noviembre      | 11 de noviembre      |   |                      | 14 de noviembre      | 14 de noviembre |  |
|  |                      |                      |   |                      |                      |                 |  |
|  | Moscú, 26 de febrero |                      |   |                      |                      |                 |  |
|  | Italia               | 3                    |   |                      |                      |                 |  |
|  | Ucrania (DP 4-5)     | 3                    |   |                      |                      |                 |  |
|  |                      |                      |   |                      |                      |                 |  |
|  |                      |                      |   |                      | Moscú, 28 de febrero |                 |  |
|  |                      |                      |   |                      | Ucrania              | 1               |  |
|  |                      | España (TE)          | 2 |                      |                      |                 |  |
|  |                      |                      |   |                      |                      |                 |  |
|  |                      |                      |   |                      |                      |                 |  |
|  |                      |                      |   |                      | Tercer lugar         |                 |  |
|  | Moscú, 26 de febrero | Moscú, 26 de febrero |   | Moscú, 28 de febrero | Moscú, 28 de febrero |                 |  |
|  | España               | 2                    |   | Rusia (TE)           | 2                    |                 |  |
|  | Rusia                | 1                    |   |                      | Italia               | 1               |  |

## Campeón
| Eurocopa de fútbol sala 2001 |
| ---------------------------- |
| Bandera de España            |
| España 2º Título             |